# Rosenzweighaus
Das ehemals denkmalgeschützte Rosenzweighaus aus dem 16. Jahrhundert befand sich am Marktplatz 5 in Mühlhausen in Mittelfranken. Es wurde Ende des Jahres 2010 unberechtigterweise abgerissen. Mit dem Abriss ist Mühlhausen überregional in die Schlagzeilen geraten.
Der Fachwerkbau hatte einen Grundriss mit drei Schiffen mit vier Zonen. Durch dendrochronologische Untersuchungen konnte das Baujahr auf das Jahr 1584 datiert werden. Das Dachtragwerk ist ein zweigeschossiges Sparrendach mit zwei aussteifenden Kehlbalkenlagen. Das Holzmaterial der Nordfassade datiert von 1690/91, die
Südfassade wurde nach 1733 erneuert. Das Walmdach stammt ebenfalls von nach 1733.
Das Haus im Ortskern stand mehrere Jahrzehnte leer, ehe es von der Gemeinde erworben wurde. Versuche, einen Käufer zu finden oder das Haus in ein Freilichtmuseum zu übersiedeln, schlugen fehl, da die Bausubstanz zu schlecht war. Der Abriss wurde vom Gemeinderat am 9. November 2010 beschlossen. Die rechtliche Grundlage war eine Abbrucherlaubnis aus dem Jahr 2000, deren Rechtsgültigkeit vom Landesamt für Denkmalschutz bezweifelt wurde. Wegen dieser Entscheidung entbrannte eine heftige Diskussion der Befürworter und Gegner der Demolierung. Das Landesamt für Denkmalschutz wollte eine Verfassungsklage prüfen lassen. Die daraufhin drohende Verzögerung bewog die Gemeindeverantwortlichen, den Vollzug zu beschleunigen. Noch vor der angekündigten Fortsetzung der Verhandlungen mit den Abrissgegnern wurde das Haus am 20. Dezember 2010 abgetragen. Die Denkmalbehörde bezeichnete den Vorgang als „Fanal für andere Kommunen sich nachdrücklich um das intensiv bedrohte historische Erbe zu kümmern“.